# Wilhelm Verwoerd
Wilhelm Verwoerd (Stellenbosch, 21 febbraio 1964) è un politico sudafricano. Nipote di Hendrik Frensch Verwoerd (fra i principali artefici dell'apartheid), Wilhelm fu fra i primi bianchi ad aderire all'African National Congress guidato da Nelson Mandela, ed ebbe un ruolo importante nel processo di smantellamento del sistema segregazionista sudafricano.

## Biografia
Nipote ex filio di Hendrik Frensch Verwoerd, figlio di Wilhelm sr., Wilhelm Verwoerd jr. si laureò all'Università di Stellenbosch. 
Negli anni ottanta egli maturò un pensiero politico assolutamente ostile al concetto di sviluppo separato delle comunità e dunque in aperta opposizione ai principî espressi tradizionalmente dalla sua famiglia. In base alle sue idee, il Sudafrica poteva superare le crisi interne soltanto attraverso un'integrazione tra le varie razze, in modo da poter costruire un comune substrato socio-culturale che facesse da base all'unità nazionale. Date queste premesse, egli aderì all'African National Congress sin dalla metà degli anni ottanta, accolto con grande gioia da Nelson Mandela, ancora in carcere, che spingeva da tempo affinché quel partito perdesse una connotazione prevalentemente etnica, per allargare i suoi orizzonti a tutti i cittadini sudafricani.
Per le sue idee, Wilhelm Verwoerd fu considerato dai suoi familiari un rinnegato e solo più tardi riuscì a riappacificarsi con i genitori e i parenti più prossimi. Negli anni novanta contribuì allo smantellamento dell'apartheid e fu tra i membri più importanti della Commissione per la Verità e la Riconciliazione. Dal 1994 in poi ha sempre fatto parte del direttorio esecutivo dell'ANC. Dopo la fine dell'apartheid riprese la carriera universitaria ottenendo cattedre a Stellenbosch e a Dublino, ove la moglie Melanie Verwoerd, già deputata dell'ANC, è ambasciatrice del Sudafrica. Come parte della sua attività universitaria, Verwoerd si è dedicato all'organizzazione di corsi universitari dedicati precipuamente ai neri bantu più poveri. Al giorno della consegna delle lauree nel 2003 un giovane laureato nero proveniente da una township ebbe a dire: "Non avrei mai pensato che un giorno avrei avuto la possibilità di pranzare e parlare con un Verwoerd".